# Лобанов, Анатолий Николаевич
Анатолий Николаевич Лобанов (20.09.1928 — ?) — конструктор радиоэлектронных комплексов и систем, лауреат Государственной премии СССР (1970).

## Биография
Родился 20.09.1928 в д. Пинега Архангельской области. Среднее образование получил в Архангельске в школе № 6 им. М. Горького. 
Окончил радиотехнический факультет Ленинградского института точной механики и оптики (ЛИТМО) (1952).
С 1952 по 1998 год работал в Ленинградском специальном опытно-конструкторском технологическом бюро завода «Кинап», ВНИИ радиоэлектронных систем (ВНИИРЭС) (вошедшем в 1974 г. в состав НПО «Ленинец») в должностях от инженера до начальника СКБ — главного конструктора направления.
Кандидат технических наук (1968).
Главный конструктор РЭК «Океан» и системы «Вихрь» (1968).
Участник работ по созданию авиационных радиоэлектронных комплексов автоматического управления беспилотным оружием класса «воздух-земля» и их модернизация (1972—1973) для самолетовТу-16; комплексов навигационно-пилотажного оборудования «Купол» для транспортных самолетов Ил-76МД, Ан-124 и их модификаций (1973—1992).
Руководил коллективом разработчиков радиоэлектронных комплексов и систем.
Лауреат Государственной премии СССР (1970).
Умер 28.07.1998.